# Matthieu Jalibert

a Compétitions nationales et continentales officielles uniquement.

b Matchs officiels uniquement.
Dernière mise à jour le 28 juin 2025.
Matthieu Jalibert, né le 6 novembre 1998 à Saint-Germain-en-Laye (Yvelines), est un joueur international français de rugby à XV qui joue au poste de demi d'ouverture à l'Union Bordeaux Bègles.
Il remporte la Champions Cup avec l'Union Bordeaux Bègles en 2025.

## Biographie

### Jeunesse et formation
Fils de militaire, Matthieu Jalibert est né à Saint-Germain-en-Laye dans les Yvelines. Il commence le rugby lors d'un séjour de trois ans (2004 à 2007) à Nouméa, en Nouvelle-Calédonie. Il prend une licence au Stade calédonien, membre du Comité de rugby de Nouvelle-Calédonie, dans la catégorie des moins de 9 ans et il fait ses premières joutes rugbystiques dans le championnat calédonien. À son retour en métropole, il prend une licence au CA Bordeaux Bègles et passe par toutes les catégories de jeunes.
Lors de la saison 2015-2016, Matthieu Jalibert intègre le centre de formation de l'Union Bordeaux Bègles, il jouera avec la catégorie des moins de 18 ans Crabos. En qualité de capitaine, il emmène ses coéquipiers du CA Bordeaux Bègles jusqu'à la finale du championnat de France à Béziers. Les Crabos du CA Bordeaux Bègles s'inclinent devant une redoutable équipe du RC Toulon sur le score de 31 à 14, et finissent vice-champion de France Crabos 2016.
À la reprise de la saison 2016-2017, Matthieu Jalibert n'a pas encore 18 ans. Il signe son premier contrat espoirs d'une durée de 3 ans, jusqu'en 2020 et intègre le groupe des espoirs de l'UBB. Il joue son premier match le 6 novembre 2016, jour de ses 18 ans, contre les espoirs de l'USA Perpignan alors leader de la poule élite 1 et futur champion de France espoirs 2017. Il sort de ce match victorieux et enchaîne toute la saison de belles prestations. C'est ainsi qu'il se fait remarquer par les plus grands clubs de France et du sélectionneur de l'équipe de France des moins de 19 ans, Sébastien Piqueronies, qui décèle en lui un fort potentiel. Les espoirs de l'UBB se qualifient pour les phases finales du championnat de France mais sont éliminés lors du match de barrage contre les espoirs de l'Aviron bayonnais (score de 32 à 6).
Jusque là inconnu au niveau international, Matthieu Jalibert est retenu en équipe de France des moins de 19 ans le 26 mars 2017 pour un stage au CNR de Marcoussis. Il est titulaire lors des 3 rencontres prévues contre l'Angleterre le 1er avril 2017 à Massy, et contre l'Irlande le 11 avril 2017 à Lormont et le 16 avril 2017 à Mérignac. L'équipe de France des moins de 19 ans remporte ses 3 confrontations et reste invaincue (35 à 22 contre l'Angleterre, 44 à 15 contre l'Irlande et 28 à 24 contre l'Irlande).
Vu ses performances, Matthieu Jalibert effectue à Font-Romeu le stage de préparation au championnat du monde junior 2017 avec l'équipe de France des moins de 20 ans du 9 au 19 mai 2017. Il est retenu dans le groupe et s'envole pour Tbilissi en Géorgie. Matthieu Jalibert participe à 3 matchs, il est remplaçant contre les Baby Boks, titulaire contre les Lelos Junior ainsi que contre les Baby Blacks. Il a droit à son premier haka. Les Bleuets sont battus par les Baby Blacks en demi-finale sur le score de 39 à 26. Les Bleuets terminent cette compétition à la quatrième place après leur défaite contre les Baby Boks sur le score de 37 à 15.

### Carrière en club
Matthieu Jalibert intègre le groupe professionnel de l'Union Bordeaux Bègles pour la préparation de la saison 2017-2018, il suit toute la préparation et effectue le stage de cohésion sur la base aérienne 120 de Cazaux. Il est dans le groupe de l'Union Bordeaux Bègles pour le déplacement à Biarritz afin de participer au match d'avant saison Biarritz olympique Pays basque contre Union Bordeaux Bègles, au Parc des sports d'Aguiléra le vendredi 4 août 2017. Il effectue son entrée au début de la deuxième mi-temps et marque son premier essai avec l'équipe professionnelle. L'Union Bordeaux Bègles s'impose brillamment avec sa jeune garde, Cameron Woki, Alexandre Roumat, Jules Gimbert, Pablo Uberti, Florian Dufour, Iban Etcheverry...
Son premier match officiel est lors de la 4e journée de Top 14 et un déplacement au stade de Gerland à Lyon contre le LOU, le samedi 15 septembre 2017. Il est remplaçant au poste d’arrière, pour ne pas trop l’exposer lors de sa première apparition. Cette rencontre se solde par une lourde défaite de l'Union sur le score de 49 à 14. Son premier match à domicile, au Stade Chaban-Delmas, est lors de la 5e journée et la venue du MHR, le samedi 20 septembre 2017. Alors qu'il est remplaçant au poste de demi d’ouverture, il doit finalement rentrer au poste d’arrière. Le match se termine par une victoire significative de l'Union sur le score de 47 à 17. Sa première titularisation est lors du déplacement à Oyonnax au Stade Charles-Mathon contre l'USO, toujours à l’arrière lors de la 6e journée, le samedi 30 septembre 2017. Il effectue un match propre et offre le quatrième essai à Jean-Pascal Barraque à la 76e minutes de jeu. L’Union s’impose avec la manière 9 à 39 et ramène surtout une victoire précieuse de l’extérieur. À partir de ce match, Matthieu Jalibert est titulaire à chacune de ses sorties que ce soit en Top 14 ou en challenge européen, au poste de d'ouvreur ou d’arrière. Il marque ses premiers points et son premier essai lors de sa titularisation le 13 octobre 2017, contre l'équipe russe d'Enisey-STM, en challenge européen à Krasnoïarsk (Sibérie) au Stade KrasnyYar Stadium. L’Union s’impose facilement sur le score flatteur de 17 à 57 et lance parfaitement sa campagne européenne. Il marque son premier essai en championnat lors de la 8e journée, le 28 octobre 2017, lors du déplacement à Colombes au Stade olympique Yves-du-Manoir contre le Racing 92.

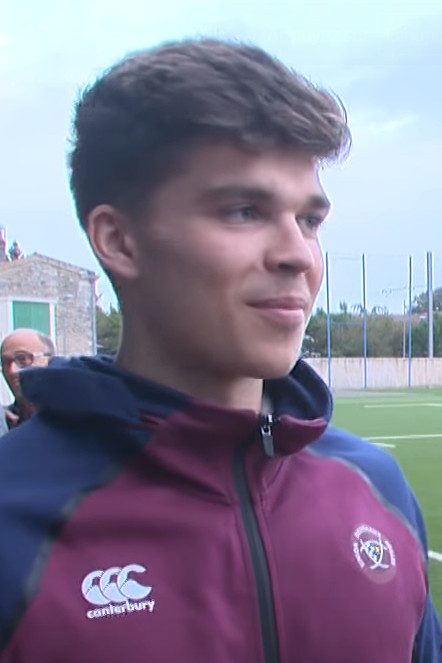
Matthieu Jalibert en 10 2018, lors de sa deuxième saison professionnelle avec l'UBB.

Le 7 décembre 2017, le président Laurent Marti annonce la prolongation de contrat de son jeune ouvreur jusqu'en juin 2021, une belle preuve de la confiance qui lui est faite.
Matthieu Jalibert participe à 15 matchs chez les professionnels lors de la saison 2017-2018, 11 en Top 14 et 4 en challenge européen.
À l'issue de la saison 2022-2023, il est nommé pour l'Oscar d'Or aux Oscars du Midi olympique, récompensant le meilleur joueur français de la saison.
Lors de la saison 2023-2024, il cumule les blessures : touché au genou lors du Tournoi des Six Nations, il manque plusieurs semaines et début juin 2024, il est touché aux ischios contre Oyonnax Rugby, ce qui précipite sa fin de saison et son absence pour les phases finales du Top 14.
Le 28 juin 2024, il est titulaire en finale du Top 14, organisée exceptionnellement au Stade Vélodrome de Marseille, face au Stade toulousain. Initialement forfait à cause d'une déchirure à un ischio-jambier, il est finalement aligné par Yannick Bru. Les bordelais ne parviennent pas à inquiéter les toulousains d'Antoine Dupont et Romain Ntamack et s'inclinent sur le large score de 59 à 3.
L'année suivante, le 24 mai 2025, il est titulaire en finale de la Champions Cup au Millennium Stadium de Cardiff face aux Northampton Saints. Les bordelo-bèglais s'imposent 28 à 20 face aux anglais, après un grand match de Matthieu Jalibert, et remportent ainsi le premier titre de l'histoire du club.

### Carrière en équipe nationale
Le 10 novembre 2017, Matthieu Jalibert est sélectionné avec les Barbarians français, pour affronter les Māori All Blacks au stade Chaban-Delmas de Bordeaux. Les Baa-Baas français s'imposent sur le score de 19 à 15.
Il honore sa première cape internationale en équipe de France le 3 février 2018 au Stade de France contre l'Irlande lors du Tournoi des Six Nations 2018 à la suite de l'entrée en fonction du nouveau sélectionneur Jacques Brunel. Après trente minutes de jeu, sur le plaquage de Bundee Aki, Matthieu Jalibert se blesse et doit abandonner ses coéquipiers. Il souffre d'une entorse avec rupture partielle du ligament croisé postérieur du genou gauche, il est remplacé par Anthony Belleau.
En 2020, il est appelé dans le groupe de l'équipe de France, pour préparer le Tournoi des Six Nations à la suite de la prise de fonction du nouveau sélectionneur Fabien Galthié, avec quatre de ses coéquipiers bordelais, Cameron Woki, Maxime Lucu, Cyril Cazeaux et Jefferson Poirot.
En janvier 2023, il est de nouveau appelé en équipe de France pour participer au Tournoi des Six Nations 2023,. Il est remplaçant lors du premier match du tournoi, contre l'Italie, avant d'entrer en jeu et d'inscrire l'essai de la victoire et permettre aux Bleus de s'imposer 24 à 29,. Lors du même tournoi, trois jours avant le déplacement en Angleterre (victoire 53-10), il se blesse à l'entrainement et est indisponible six semaines.
Sélectionné fin juin 2023 dans une liste de 42 joueurs pour préparer la Coupe du monde 2023, il fait partie de la liste officielle des 33 joueurs qui joueront la compétition.
En l'absence de Romain Ntamack, il évolue en tant que titulaire au poste de demi d'ouverture lors de la Coupe du monde 2023. 
Trois mois plus tard, lors du tournoi des Six Nations 2024, il est confirmé dans son rôle de titulaire, profitant toujours du forfait de son concurrent direct, Romain Ntamack. Blessé au genou lors de la 3e journée du tournoi face à l'Italie, il doit s'arrêter plusieurs semaines et manque donc les deux derniers matchs de la compétition. Malgré un certain recul dans la hiérarchie à son poste, il remporte le Tournoi des Six Nations 2025, après avoir été titularisé contre l'Angleterre.

## Statistiques

### En club
| Saison    | Club                  | Championnat | Championnat | Championnat | Championnat | Championnat | Championnat | Championnat | Compétitions EPCR  | Compétitions EPCR | Compétitions EPCR | Compétitions EPCR | Compétitions EPCR | Compétitions EPCR | Compétitions EPCR |
| Saison    | Club                  | Compétition | M           | Pts         | Ess         | Tr          | Pén         | Dp          | Compétition        | M                 | Pts               | Ess               | Tr                | Pén               | Dp                |
| --------- | --------------------- | ----------- | ----------- | ----------- | ----------- | ----------- | ----------- | ----------- | ------------------ | ----------------- | ----------------- | ----------------- | ----------------- | ----------------- | ----------------- |
| 2017-2018 | Union Bordeaux Bègles | Top 14      | 11          | 113         | 2           | 11          | 27          | -           | Challenge européen | 4                 | 44                | 3                 | 10                | 3                 | -                 |
| 2018-2019 | Union Bordeaux Bègles | Top 14      | 10          | 32          | -           | 7           | 6           | -           | Coupe d'Europe     | -                 | -                 | -                 | -                 | -                 | -                 |
| 2019-2020 | Union Bordeaux Bègles | Top 14      | 10          | 97          | 4           | 19          | 13          | -           | Coupe d'Europe     | 7                 | 83                | 2                 | 17                | 13                | -                 |
| 2020-2021 | Union Bordeaux Bègles | Top 14      | 18          | 232         | 3           | 26          | 55          | -           | Coupe d'Europe     | 5                 | 74                | 2                 | 8                 | 16                | -                 |
| 2021-2022 | Union Bordeaux Bègles | Top 14      | 15          | 120         | 6           | 18          | 18          | -           | Coupe d'Europe     | 1                 | 6                 | -                 | 3                 | -                 | -                 |
| 2022-2023 | Union Bordeaux Bègles | Top 14      | 18          | 164         | 3           | 22          | 35          | -           | Champions Cup      | 1                 | 7                 | -                 | 2                 | 1                 | -                 |
| 2023-2024 | Union Bordeaux Bègles | Top 14      | 14          | 76          | 1           | 16          | 12          | 1           | Champions Cup      | 3                 | 13                | 1                 | 4                 | -                 | -                 |
| 2024-2025 | Union Bordeaux Bègles | Top 14      | 9           | 69          | 3           | 18          | 6           | -           | Champions Cup      | 1                 | 12                | -                 | 6                 | -                 | -                 |
| Total UBB | Total UBB             | Top 14      | 105         | 903         | 22          | 137         | 172         | 1           | Compétitions EPCR  | 22                | 239               | 8                 | 50                | 33                | -                 |
| Total     | Total                 | Top 14      | 105         | 903         | 22          | 137         | 172         | 1           | Compétitions EPCR  | 22                | 239               | 8                 | 50                | 33                | -                 |

### En sélection
| Année | Compétition                 | Matchs | Points | Essais | Transf. | Drops | Pénal. |
| ----- | --------------------------- | ------ | ------ | ------ | ------- | ----- | ------ |
| 2018  | Six Nations                 | 1      | -      | -      | -       | -     | -      |
| 2020  | Six Nations                 | 4      | 9      | -      | 3       | -     | 1      |
| 2020  | Coupe d'automne des nations | 3      | 20     | -      | 4       | 1     | 3      |
| 2021  | Six Nations                 | 4      | 34     | -      | 11      | -     | 4      |
| 2021  | Test matchs                 | 3      | 5      | 1      | -       | -     | -      |
| 2022  | Test matchs                 | 5      | 5      | -      | 1       | -     | 1      |
| 2023  | Six Nations                 | 3      | 5      | 1      | -       | -     | -      |
| 2023  | Test match                  | 3      | 6      | -      | 3       | -     | -      |
| 2023  | Coupe du monde              | 4      | 5      | 1      | -       | -     | -      |
| 2024  | Six Nations                 | 3      | -      | -      | -       | -     | -      |
| 2024  | Test matchs                 | 1      | -      | -      | -       | -     | -      |
| 2025  | Six Nations                 | 1      | -      | -      | -       | -     | -      |
| Total | Total                       | 35     | 89     | 3      | 22      | 1     | 9      |

| Adversaire       | Matchs joués | Victoires | Défaites | Nuls | Essais | Points | % de victoire |
| ---------------- | ------------ | --------- | -------- | ---- | ------ | ------ | ------------- |
| Angleterre       | 4            | 1         | 3        | 0    | 0      | 18     | 25            |
| Afrique du Sud   | 2            | 1         | 1        | 0    | 0      | 0      | 50            |
| Argentine        | 1            | 1         | 0        | 0    | 0      | 0      | 100           |
| Australie        | 2            | 2         | 0        | 0    | 0      | 0      | 100           |
| Écosse           | 5            | 3         | 2        | 0    | 0      | 16     | 60            |
| Fidji            | 1            | 1         | 0        | 0    | 0      | 0      | 100           |
| Géorgie          | 1            | 1         | 0        | 0    | 1      | 5      | 100           |
| Pays de Galles   | 2            | 2         | 0        | 0    | 0      | 4      | 100           |
| Irlande          | 4            | 1         | 3        | 0    | 0      | 5      | 25            |
| Italie           | 6            | 5         | 0        | 1    | 2      | 36     | 83.33         |
| Japon            | 4            | 4         | 0        | 0    | 0      | 5      | 100           |
| Namibie          | 1            | 1         | 0        | 0    | 0      | 0      | 100           |
| Nouvelle-Zélande | 2            | 2         | 0        | 0    | 0      | 0      | 100           |
| Total            | 35           | 25        | 9        | 1    | 3      | 89     | 71.43         |

| Numéro | Date             | Lieu                          | Adversaire | Compétition                  | Résultat | Score |
| ------ | ---------------- | ----------------------------- | ---------- | ---------------------------- | -------- | ----- |
| 1      | 14 novembre 2021 | Matmut Atlantique, Bordeaux   | Géorgie    | Test matchs                  | Victoire | 41-15 |
| 2      | 5 février 2023   | Stade olympique de Rome, Rome | Italie     | Tournoi des Six Nations 2023 | Victoire | 24-29 |
| 3      | 6 octobre 2023   | Parc Olympique lyonnais, Lyon | Italie     | Coupe du monde 2023          | Victoire | 60-7  |

## Palmarès

### En club
- Finaliste du Championnat de France en 2024 et 2025 avec l'Union Bordeaux Bègles.
- Vainqueur de la Champions Cup en 2025 avec l'Union Bordeaux Bègles.

### En équipe nationale
- Finaliste de la Coupe d'automne des nations en 2020 avec l'équipe de France.
- Vainqueur du Tournoi des Six Nations en 2025 avec l'équipe de France.

#### Tournoi des Six Nations
| Édition          | Rang | Résultats France | Résultats Jalibert | Matchs Jalibert |
| ---------------- | ---- | ---------------- | ------------------ | --------------- |
| Six Nations 2018 | 4    | 2 v, 0 n, 3 d    | 0 v, 0 n, 1 d      | 1/5             |
| Six Nations 2020 | 2    | 4 v, 0 n, 1 d    | 3 v, 0 n, 1 d      | 4/5             |
| Six Nations 2021 | 2    | 3 v, 0 n, 2 d    | 3 v, 0 n, 1 d      | 4/5             |
| Six Nations 2023 | 2    | 4 v, 0 n, 1 d    | 2 v, 0 n, 1 d      | 3/5             |
| Six Nations 2024 | 2    | 3 v, 1 n, 1 d    | 1 v, 1 n, 1 d      | 3/5             |
| Six Nations 2025 | 1    | 4 v, 0 n, 1 d    | 0 v, 0 n, 1 d      | 1/5             |

#### Coupe du monde
| Édition     | Rang            | Résultats France | Résultats Jalibert | Matchs Jalibert |
| ----------- | --------------- | ---------------- | ------------------ | --------------- |
| France 2023 | Quart de finale | 4 v, 0 n, 1 d    | 3 v, 0 n, 1 d      | 4/5             |

### Distinctions personnelles
- Oscars du Midi olympique :  Oscar de bronze 2020[45],  Oscar de bronze 2021[46].
- Meilleur réalisateur de la Coupe d'Europe en 2021.
- Membre de l'équipe type de la Coupe d’Europe 2021.
- Membre de l'équipe type du tournoi des 6 nations 2021